# ニットー
株式会社ニットー（英: Nitto Co., Ltd.）は広島を拠点とする警備、セキュリティーサービス会社。

## 概要
ニットーは1975年5月に日東警備保障株式会社として設立。プロスポーツ会場、イベント会場、施設警備など幅広い分野で警備を行っている。広島県総合グランドの指定管理者でもある。
三次市に営業所を持ち、株式会社 ニットー・千葉は関連会社である。
認定番号は広島県公安委員会第3号、全国警備業協会・広島県警備業協会にそれぞれ加盟している。
取引銀行は、 広島銀行・もみじ銀行・広島信用金庫・山陰合同銀行である。

## 沿革
- 1975年5月 日東警備保障株式会社を設立。当時の住所は広島市東区若草町18番43号
- 1975年5月 広島県警備業協会加盟
- 1977年4月 本社を広島市南区京橋町3番11号に移転
- 1981年2月 本社ビルを新築。本社を広島市南区京橋町から広島市中区中島町8町12号に移転
- 1985年3月 茨城県つくば市における『科学技術博覧会-つくば博-』警備
- 1987年9月 本社ビル新築。本社を広島市中区中島町8町12号より広島市中区舟入幸町15番3号に移転
- 1989年3月『'89 海と島の博覧会ひろしま』警備
- 1990年6月 社名を日東警備保障株式会社から、株式会社 ニットーに変更
- 1994年3月 『第12回アジア競技大会 広島1994　（アジア国体）』警備
- 1995年9月 『第46回全国植樹祭』警備
- 1996年10月 『第51回国民体育大会ひろしま』『第32回全国身体障害者スポーツ大会』警備
- 1997年7月 『第14回全国都市緑化ひろしまフェア(グリーンフェスタひろしま'97)』警備
- 2000年11月 『第15回国民文化祭ひろしま2000』警備
- 2003年6月 『サッカー日本代表オリンピック予選』警備
- 2005年4月〜 広島県総合グランド指定管理者に採用
- 2006年10月 FIBAバスケットボール世界選手権警備

## 主要取引先
- 広島県
- 広島市
- (財)広島市公園協会
- (財)広島市観光協会
- 広島県サッカー協会
- 日本サッカー協会
- 国営備北丘陵公園
- 株式会社 広島東洋カープ  (広島市民球場主催試合全試合、地方球場主催試合(呉市営二河野球場)などの県内各球場警備
- 株式会社 サンフレッチェ広島  (広島主催試合全試合で警備）
- 株式会社 アンフィニ広島
- 株式会社 エディオン
- 広島エフエム放送 株式会社
- エールエールA館
- グランドプリンスホテル広島
- 株式会社 コジマ
- 株式会社 イズミ
- 株式会社 夢番地
- 鹿島建設

その他オープニング警備など